# (348) May
(348) May – planetoida z pasa głównego asteroid okrążająca Słońce w ciągu 5 lat i 44 dni w średniej odległości 2,97 j.a. Została odkryta 28 listopada 1892 roku w Observatoire de Nice w Nicei przez Auguste Charloisa. Nazwa planetoidy została nadana na cześć Karla Maya (1842–1912), niemieckiego powieściopisarza, autora powieści przygodowych. Przed jej nadaniem planetoida nosiła oznaczenie tymczasowe (348) 1892 R.